# Angriff auf die Luftschiffhallen von Tondern
Helgoland (1914) – 22. September 1914 – Texel – Yarmouth – Scarborough, Hartlepool und Whitby – Cuxhaven – Doggerbank (1915) – Noordhinder Bank – Doggerbank (1916) – 29. Februar 1916 – Yarmouth und Lowestoft – Skagerrak – 19. August 1916 – Kanal (1916) – Kanal (1917) – Shetland-Inseln – Helgoland (1917) – Bergen – Seebrügge und Ostende – Tondern
Der Angriff auf die Luftschiffhallen von Tondern am 19. Juli 1918 war der erste Luftangriff der Weltgeschichte von einem Flugzeugträger auf ein Ziel an Land, die Luftschiffhallen der Kaiserlichen Marine in Tondern in Nordschleswig.

## Ablauf

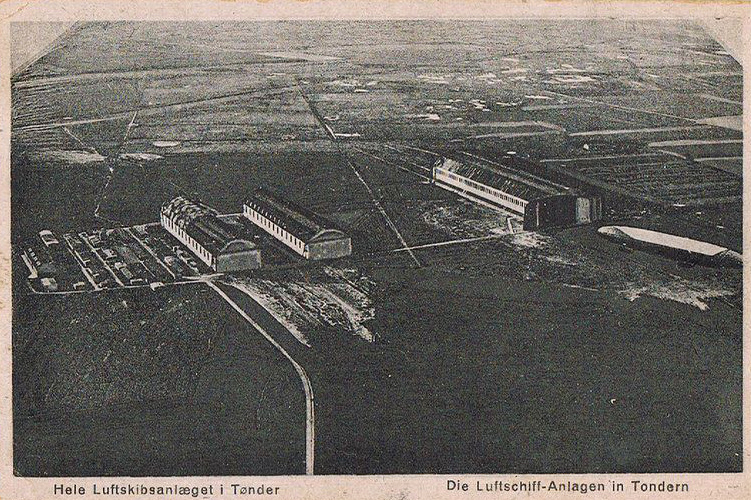
Die Luftschiffanlage Tondern, 1918

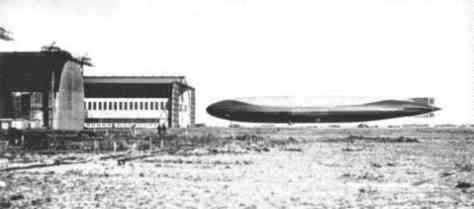
L 54 vor der Halle Toska in Tondern

Am 18. Juli 1918 lief der erste Flugzeugträger der Welt, die britische Furious mit Kurs auf die Schleswiger Küste aus. An Bord befanden sich sieben Sopwith-Camel-Flugzeuge, die den Angriff fliegen sollten. 17 Schiffe dienten als Begleitschutz. Am 19. Juli um 03:04 Uhr starteten die sieben Flugzeuge zum Angriff auf die deutschen Luftschiffhallen in Tondern. Jedes Flugzeug trug zwei 23-kg-Bomben.
Um 04:35 Uhr fiel die erste von insgesamt fünf Bomben auf die Luftschiffhalle „Toska“. In der Halle befanden sich zu diesem Zeitpunkt die Luftschiffe L 54 (LZ 99) und L 60 (LZ 108). Sie brannten total aus, dicker Rauch drang durch die Bombenlöcher im Dach der Halle. Abgesehen von den Löchern im Dach und den Rauchschäden blieb die Halle „Toska“ unbeschädigt. Die „Tobias“-Halle wurde von zwei Bomben getroffen und in der Stadt Tondern fiel eine fehlgeleitete Bombe auf den Marktplatz.
Keines der angreifenden Flugzeuge landete wieder auf der Furious. Drei der Flugzeuge wasserten in der Nähe des Trägers, drei landeten wegen Treibstoffproblemen in Dänemark und die Piloten wurden in Esbjerg interniert, eines blieb vermisst.